# Les seigneurs de la forêt
Les seigneurs de la forêt (conocida en España como Los señores de la selva) es una película de documental de 1958, dirigida por Henry Brandt y Heinz Sielmann, escrita por Heinz Sielmann, Sam Hill y Joe Willis, musicalizada por Richard Cornu, en la fotografía estuvo Paul Grupp, Anders Lembcke y Kurt Neubert, los protagonistas son Jean Desailly, Georges Aminel y Bert Brauns, entre otros. El filme fue realizado por The Belgian International Scientific Foundation, se estrenó el 24 de diciembre de 1958.

## Sinopsis
El Documental exhibe los enfrentamientos de los residentes, refiriéndose tanto a los humanos como a los animales, en lo que antes se conocía como Congo Belga.